# OTŻ Opole
OTŻ Opole – polski klub żużlowy z Opola. W latach 1994–1998 brał udział w rozgrywkach ligowych. W późniejszym czasie przestał funkcjonować.

## Historia
Klub startował w rozgrywkach ligowych w latach 1994–1998, kontynuując tradycje żużlowe w Opolu. Od 1999 roku w lidze startowało TŻ Opole.

## Poszczególne sezony
| Sezon | Rozgrywki ligowe | Rozgrywki ligowe | Rozgrywki ligowe |
| Sezon | Liga             | Liga             | Miejsce          |
| ----- | ---------------- | ---------------- | ---------------- |
| 1994  | II               | II liga          | 10/10            |
| 1995  | II               | II liga          | 10/10            |
| 1996  | II               | II liga          | 12/12            |
| 1997  | II               | II liga          | 8/11             |
| 1998  | II               | II liga          | 10/12            |

| Poziom ligowy | Liczba sezonów | Sezony    |
| ------------- | -------------- | --------- |
| II            | 5              | 1994–1998 |